# Licaria mexicana
Licaria mexicana es una especie extinta de planta perteneciente a la familia Lauraceae. Fue descrita por primera vez por Townshend Stith Brandegee, y André Joseph Guillaume Henri Kostermans le daría su nombre exacto. Era endémica de México, registrándose en los estados de Hidalgo y Veracruz. Se le conoce solo por la colección tipo, y aunque se ignora la localidad de recolecta exacta, dado que la vegetación de la zona se halla completamente destruida, y que no ha sido avistada desde hace más de 80 años, la UICN considera al taxón desde 2021 como extinto.